# Lucień
Lucień – wieś sołecka w Polsce położona w województwie mazowieckim, w powiecie gostynińskim, w gminie Gostynin. Przy zachodniej zabudowie wsi przepływa Skrwa Lewa.
| SIMC    | Nazwa            | Rodzaj    |
| ------- | ---------------- | --------- |
| 0999535 | Kruk-Leśniczówka | część wsi |

We wsi stoi neoklasycystyczny pałac z II poł. XIX w. otoczony parkiem krajobrazowym z okazami starodrzewu
Do 1954 roku istniała gmina Lucień. W latach 1954–1972 wieś należała i była siedzibą władz gromady Lucień. W latach 1975–1998 miejscowość administracyjnie należała do województwa płockiego.

## Linki zewnętrzne

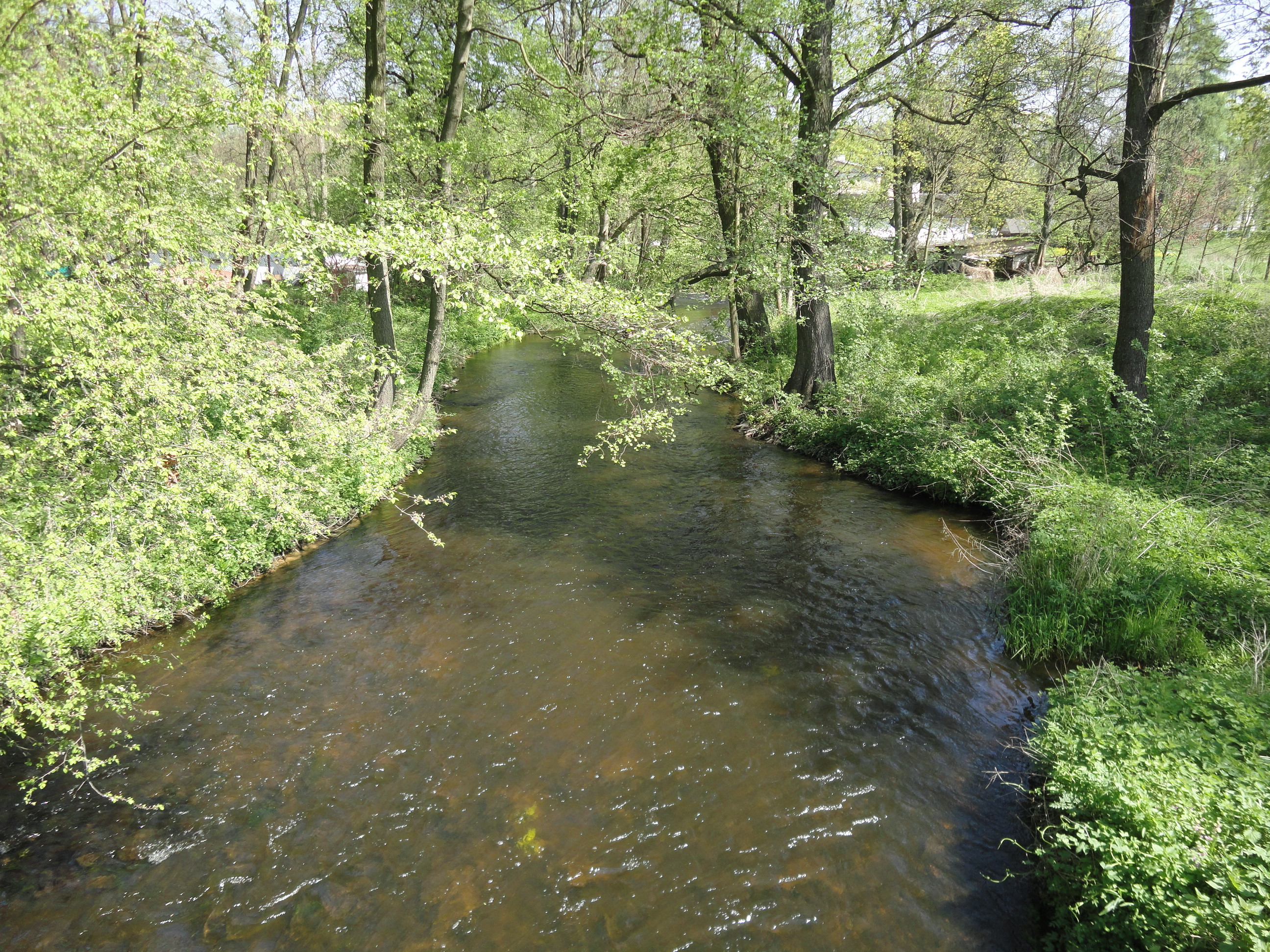
Skrwa Lewa